# 勤労者福祉施設
勤労者福祉施設（きんろうしゃふくししせつ）とは、日本において過去に雇用保険事業の一つであった雇用福祉事業により整備された施設。特殊法人の雇用促進事業団が主体となって設置し、1999年（平成11年）以降は特殊法人の雇用・能力開発機構が設置主体となった。
2005年度（平成17年度）までに、全ての施設が譲渡または廃止された。

## 概要
雇用保険料のうち、事業主の負担分（労働者が負担する保険料は含まない）を財源として、企業規模の違いによる福利厚生の格差を是正する目的で整備された、教養・文化・体育・レクリエーション等のための施設である。
根拠法令としては、雇用促進事業団法第十九条第五号で「労働者のための教養、文化、体育又はレクリエーションの施設その他の福祉施設の設置及び運営を行うこと。」と規定されていた。また、2007年（平成19年）改正前の雇用保険法第六十四条（雇用福祉事業）の第三号で「教養、文化、体育又はレクリエーションの施設その他の福祉施設を設置し、及び運営すること。」と規定されていた。
総額4,406億円をかけて、合計2,070箇所の施設が建設された。

## 施設の廃止・譲渡
1997年（平成9年）6月6日に閣議決定された「特殊法人等の整理合理化について」において、雇用促進事業団の廃止と雇用・能力開発機構（特殊法人）の設立に伴い、勤労者福祉施設の新設を行わないこととされた。
さらに、2001年（平成13年）12月19日に閣議決定された「特殊法人等整理合理化計画」において、雇用・能力開発機構の独立行政法人化に伴い、勤労者福祉施設を地方公共団体等に譲渡、または廃止することとされた。
また、2007年に成立した「雇用保険法等の一部を改正する法律」（平成19年4月23日法律第30号）により、雇用保険事業から雇用福祉事業が削除された。
1999年度（平成11年度）から2005年度（平成17年度）にかけて、整備された2,070施設のうち、1,976施設が譲渡され、残りの94施設が廃止された。譲渡による収入額は約127.3億円となった。譲渡価格が建設費4,406億円を大幅に下回ったことから「投げ売り」との批判を国民や国会議員から浴びた。
施設の廃止・譲渡に関する同様の問題は、年金福祉事業団が運営していたグリーンピア、厚生年金事業振興団が運営していたウェルサンピアなどの厚生年金関連施設、郵政民営化で廃止されたかんぽの宿などでも発生している。

## 施設一覧
これらの施設は原則として、地方自治体が用意した土地に雇用促進事業団が施設を建設し、施設の運営は所在地の自治体に委託した。ただし中野サンプラザ、スパウザ小田原を含む10施設では、雇用・能力開発機構が土地も所有しており、施設の運営を公益法人に委託した。
各自治体への譲渡後は、自治体が運営する施設としてそのまま営業を続けているが、経営不振や建物の老朽化、さらには新型コロナウイルス感染症の影響による利用者減少などにより、すでに営業を終了した施設や、閉鎖後に解体された施設もある。

### ホール・会館施設
ホール・会館施設（サンプラザ、テルサ等）- 19施設
テルサ (TERRSA) は「Town・Employee・Relax・Refresh・Social・Amenity」の各単語から頭文字を取って命名したアクロニムである。
- 全国勤労青少年会館「中野サンプラザ」
- 札幌勤労者職業福祉センター「札幌サンプラザ」[7]
- 仙台勤労者職業福祉センター「仙台サンプラザ」
- 大阪勤労者職業福祉センター「大阪サンパレス」[7]→ホテルオオサカサンパレス→ホテル阪急エキスポパーク（営業終了）
- 秋田勤労者総合福祉センター「秋田テルサ」[8]
- 山形勤労者総合福祉センター「山形テルサ」[7][9]
- 福島勤労者総合福祉センター「福島テルサ」[7][10]
- 前橋勤労者総合福祉センター「前橋テルサ」[7][7][11]
- 新潟勤労者総合福祉センター「新潟テルサ」[7][12]
- 清水勤労者総合福祉センター「清水テルサ」→静岡市東部総合福祉センター「清水テルサ」[13]
- 京都勤労者総合福祉センター「京都テルサ」[7][14]
- 岡山勤労者総合福祉センター「岡山テルサ」[7]→2011年閉館→解体→エバルス物流センター[15]
- 松江勤労者総合福祉センター「松江テルサ」[7][16]
- 高松勤労者総合福祉センター「高松テルサ」→2019年3月31日閉館[17][18]
- 熊本勤労者総合福祉センター「熊本テルサ」[19]

### 宿泊・保養施設
宿泊・保養施設（ハイツ、いこいの村等）- 65施設
- 秋田勤労総合福祉センター付属研修施設「大館矢立ハイツ」[7][20]
- 倉敷勤労総合福祉センター「山陽ハイツ」[7]→2020年12月31日閉館[21]
- 熊本勤労総合福祉センター付属研修施設「火の国ハイツ」[22]→2021年6月30日閉館[23]
- 福岡勤労者野外活動施設付属研修施設「スコーレ若宮」[7]→2011年頃に閉館→トライアルカンパニー「リモートワークタウン ムスブ宮若」[24]
- 岩手勤労者野外活動施設「いこいの村岩手」[7][25]
- 宮城勤労者野外活動施設「いこいの村栗駒」[7]→閉館
- 茨城勤労者野外活動施設「いこいの村涸沼」[7][26]
- 滋賀勤労者野外活動施設「いこいの村びわ湖」[7]→閉館
- 奈良勤労者野外活動施設「いこいの村大和高原」[7]→2005年頃に閉館
- 岡山勤労者野外活動施設「岡山いこいの村」[7][27]

### 総合的リフレッシュセンター
総合的リフレッシュセンター（スパウザ）- 1施設
- 勤労者リフレッシュセンター「スパウザ小田原」[28]→ヒルトンへ売却→ヒルトン小田原リゾート&スパ

### その他
- 体育施設（体育館、運動場、プール等）- 1336施設
- 小型福祉施設（研修会議室、休憩室等）- 649施設